# Elisabeth Glantzberg
Elisabeth Margareta Glantzberg, född 20 oktober 1873 i Transtrand i Kopparbergs län, död 10 december 1951 i Älvdalen, var en svensk modedirektris, textilkonstnär och skolgrundare.
Hon var en av nyckelpersonerna inom den svenska modeateljévärlden och sömnadsutbildningen under 1910-talet och 1920-talet. Tillsammans med Emy Fick grundade hon 1910 Birgittaskolan, en textilateljé och sömnadsskola.

## Biografi

### Uppväxt
Glantzberg var dotter till kyrkoherden i Hed i Västerås stift Christian Magnus Glantzberg (1833–1897) och Hilda Dorothea Arborelius (1841–1924). Hon var yngsta barnet i sin familj och hade fyra syskon, varav tre systrar. Under sin tidiga barndom var hennes far kyrkoherde i Transtrand, senare i Älvdalen. 1882 flyttade familjen till Västmanland eftersom fadern blev kyrkoherde i Heds församling. Därför växte Elisabeth Glantzberg upp på prästgårdarna i dessa församlingar. Hennes familj präglades av faderns yrke. De var en prästfamilj och hon en prästdotter vilket innebar en viss samhällsstatus. Efter faderns död 1898 bodde Elisabeth tillsammans med sin mor och syster på Jönsarbo herrgård till 1901.
Elisabeth Glantzberg hade ingen formell utbildning utan var självlärd hemma. Det fanns mycket kunskap i hemmet om sömnad och textila tekniker. Alla systrarna handarbetade och sydde vilket var något som förväntades av prästdöttrar. Flera av dem kom också att senare arbeta professionellt inom textilområdet.
Hennes smeknamn var Tante Beth.

### Verksamhet i USA
Hon var under flera år verksam i USA, främst Boston, kring sekelskiftet som textilkonstnär och lärare. Hennes bror Ernst Glantzberg hade tidigare emigrerat till USA 1891 och fungerade därför som ett dragplåster för Elisabeth Glantzberg samt en av hennes systrar, Ellen Glantzberg, till att flytta dit. Under åren 1903–1909 var Elisabeth Glantzberg verksam på Society of Arts and Crafts of Boston. Där undervisade hon i vävning och ställde ut sina arbeten flera gånger. Hennes kreationer präglades av den svenska allmogeestetiken. Hon införde vävning som undervisningsämne och som sysselsättning för nervklena och blinda. Elizabeth Glantzberg lyckades vinna amerikanernas intresse för den svenska vävnadskonsten i så hög grad att det infördes vävning på dårhus och blindinstitut på myndigheternas initiativ. Vävning visades nämligen vara ett mycket lämpligt arbete för blinda.
Då hon fick stor respons på det hon förmedlade om svensk vävteknik bestämde hon sig för att med sin syster Ellen Glantzberg starta företaget The Misses Glantzberg. Företaget drev de tillsammans under början av 1900-talet. Det var en skola för textila tekniker och vävning. The Misses Glantzberg var även en butik och utställningsrum för traditionell svensk hemtextil och heminredning. I lokalerna där systrarna hade sin verksamhet var golv, väggar och möbler täckta med mattor och vävar framställda i skolan eller som tagits med från hemmet i Sverige. Deras kreationer och verksamhet väckte onekligen intresse. Theodore Roosevelt uppmärksammade Elisabeth Glantzberg 1908 då han besökte henne på en välgörenhetsbasar. Då uttryckte han sin beundran för hennes vävnader och betydelsen av att immigranterna som bosatte sig fortsatte med sina traditionella hantverk i det nya landet. Detta så att de kunskaper, seder och bruk de besitter från hemlandet kan överföras till USA. Glantzberg behöll kontakten med USA hela livet och reste flera gånger tillbaka dit ända fram till 1938.

### Birgittaskolorna

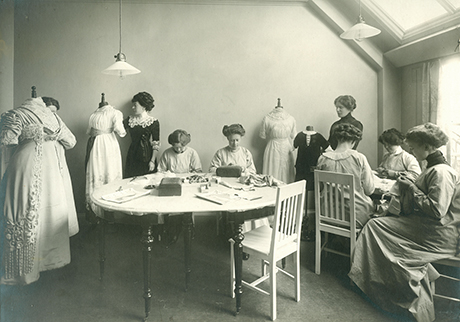
Fotografi från Birgittaskolan, 1910.

År 1909 flyttade Elisabeth Glantzberg tillbaka till Sverige igen, fastän hon fortsatte resa till USA. Hon började jobba på Nordiska Kompaniets barnklädesavdelning och där träffade hon Emy Fick. De hade mycket i gemensamt då båda kom från samhällets övre skikt, hade vistats utomlands längre perioder samt hade utvecklade kunskaper inom sömnad. Tillsammans startade de företaget Birgittaskolan hösten 1910, en modeateljé och sömnadsskola. Den var belägen mitt i Stockholms innerstad. Kunderna som attraherades kom främst från de övre borgerliga och adliga skikten. Skolans viktigaste verksamhetsgren var kurser i klädsömnad. Dessa delades upp i kortare och längre kurser. Den kortare kursen riktade sig till de som ville lära sig att sy sina egna och barnens kläder. Medan den längre sexmånaders kursen var en yrkesutbildning. Verksamheten innefattade även sömnad av linne, barnkläder, spetsknyppling och broderi. Birgittaskolan var också en textilateljé där kunder kunde köpa konstsömnader, bildvävar, vävda mattor, gobelänger och beställningsarbeten av linne. Elisabeth Glantzbergs och Emy Ficks Birgittaskola influerades troligtvis av liknande verksamheter i sin tid. Men Birgittaskolan verkar vara den första av sitt slag i Sverige, att som företag driva både skolverksamhet och beställningsateljé.
1914, fyra år efter Birgittaskolans grundande, hamnade Elizabeth Glantzberg och Emy Fick i en konflikt. Det resulterade i att de då avbröt sitt samarbete och fortsatte med varsitt företag. Glantzbergs verksamhet behöll namnet Birgittaskolan medan Emy fick döpte sitt företag till Sankta Birgittaskolan. Företagen liknande varandra i både namn och struktur och kunde därför lätt förväxlas med varandra. Fick tillverkade kläder för kvinnan som utförde husligt arbete medan Glantzberg skapade klädkollektioner för självständiga, bildade, yrkeskvinnor.
På Birgittaskolan blev det tydligt att Elizabeths Glantzberg intresse låg på det estetiska planet. Hon inspirerades av den moderna konsten. Från 1917 anställde hon konstnärerna Valle Rosenberg och Siri Derkert för att skapa två klädkollektioner per år till hennes verksamhet. Hon ville skapa "konstnärliga kläder". För Glantzberg var det även viktigt att skapa ett inhemskt mode. Därför gjorde hon inte som flera av de samtida svenska modeateljéerna som köpte in toiler eller mönster från de etablerade modehusen i Paris. Istället skapades det egna unika modeller på Birgittaskolan. Hennes verksamhet tillhandahöll både enklare vardagskläder samt exklusiva klänningar. Det skapades även idrottskläder. Av olika skäl blev det aldrig någon sömnad i större upplagor.
Med Birgittaskolan deltog Elizabeth Glantzberg i flera heminredningsutställningar. Bland annat 1917 i Hemutställningen på Liljevalchs konsthall. Även i en utställning 1919 i samarbete med Carl Malmsten. Bland Birgittaskolans kunder fanns självförsörjande, frisinnade, radikala och bildade kvinnor, varav flera utmanade den heterosexuella normen genom att leva i samkönade relationer. En av hennes kunder var Eva Andén, Sveriges första kvinnliga advokat. Till Elizabeth Glantzbergs sociala nätverk hörde flera kvinnor som var engagerade i rösträttsrörelsen och kvinnor från den kvinnliga advokatkåren.

### Vävboken
Förutom klädsömnad var vävning hennes stora intresse. Hon tog avstamp i den svenska allmogeestetiken i det arbetet. Men Glantzberg skapade även vävningar som influerades av modernismen. Hon hade ambitioner om att knyta ihop modernismen och allmogen estetik vilket hon uttryckte i Vävboken: handbok för hemmet och skolan. Boken skrev hon tillsammans med Aina Montell. Verket publicerades år 1925 av Albert Bonniers förlag. Elizabeth Glantzberg skrev ett flertal artiklar om textilier och klädsömnad i både Sverige och USA.

### Senare liv
Fram till mitten av 1930-talet drev hon sitt bolag Birgittaskolan, men hon var verksam flera år efter det. Som äldre flyttade hon tillbaka till Älvdalen i Dalarna. På en gård i Loka hyrde hon ett härbre där hon höll kurser i vävning. Hon drev också ett vandrarhem under en period. Hon flyttade till Älvdalsåsen 1940 i de trakter hon hade växt upp. Under ett antal år drev hon där en vävskola med anställda väverskor.
Hon förblev ogift. År 1951 dog Elizabeth Glantzberg i Älvdalen.